# Mazinho Oliveira
Mazinho Oliveira (Guarujá, 1965. december 26. –) brazil válogatott labdarúgó.
A brazil válogatott tagjaként részt vett az 1991-es Copa Americán.

## Statisztika
| Brazil válogatott | Brazil válogatott | Brazil válogatott |
| Időszak           | Mérk.             | gól               |
| ----------------- | ----------------- | ----------------- |
| 1990              | 1                 | 0                 |
| 1991              | 9                 | 2                 |
| Összesen          | 10                | 2                 |